# Maryan Wisnieski
Maryan Wisnieski (francès: Maryan Wisniewski)  (Calonne-Ricouart, 1 de febrer de 1937 - Carpentràs, 3 de març de 2022) va ser un futbolista francès d'origen polonès. Va formar part de l'equip francès a la Copa del Món de 1958.